# Markuskirche (Salzburg)

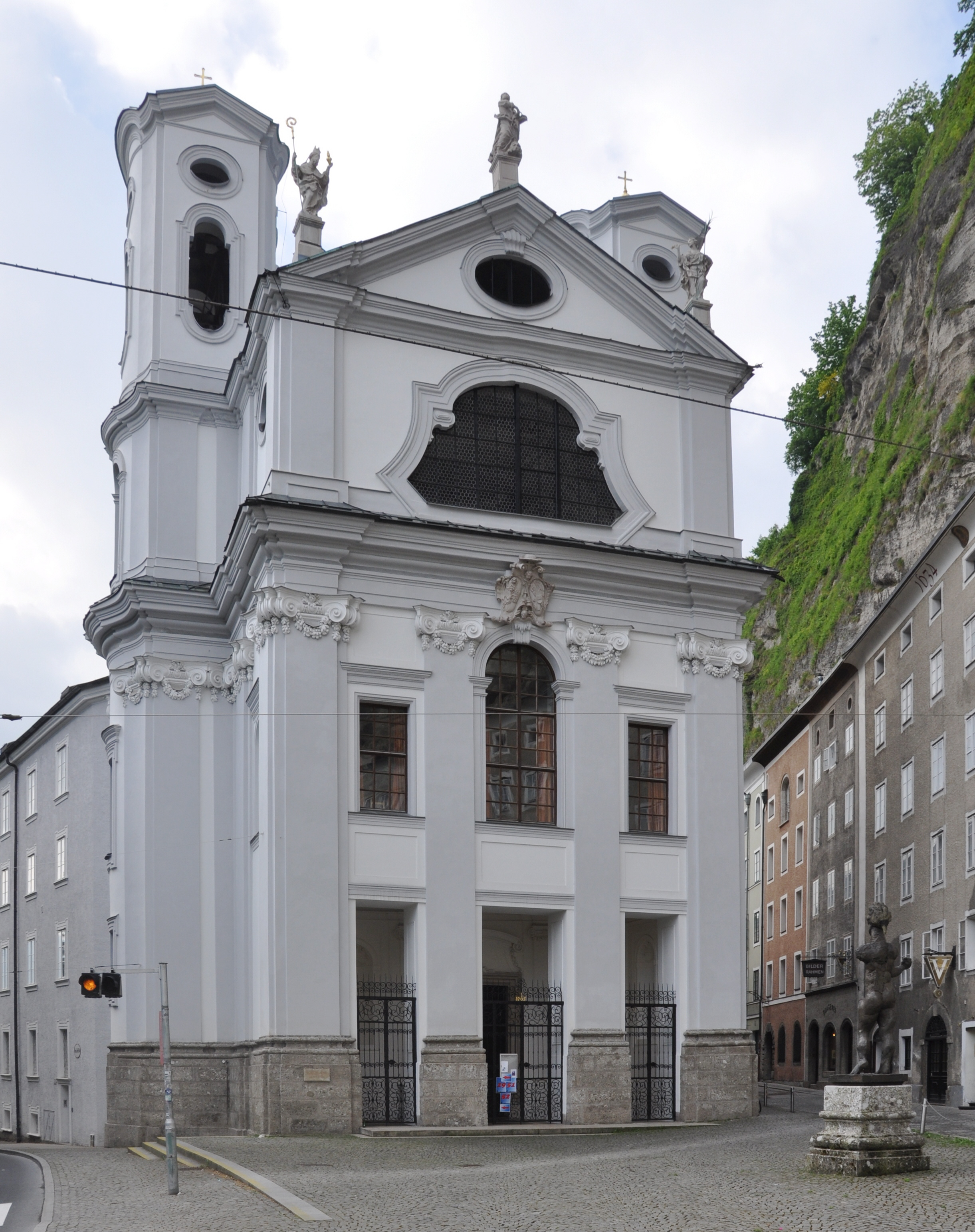
Fassade der Markuskirche, vom Ursulinenplatz aus, rechts Gstättengasse am Fuß des Mönchsbergs, links Rudolfskai

Die Markuskirche (volkstümlich auch: Ursulinenkirche) liegt in der Gstättengasse am Ursulinenplatz der Salzburger Altstadt. Das Patrozinium liegt am Markustag (25. April). Da sie bis 1957 Klosterkirche der Ursulinen war, wird sie volkstümlich auch Ursulinenkirche genannt. Die römisch-katholische Barockkirche wurde im Jahr 1999 der ukrainisch griechisch-katholischen Gemeinde zur Verfügung gestellt.
Das barocke Bauwerk wurde nach Plänen Johann Bernhard Fischer von Erlachs errichtet. Die Ehemalige Ursulinenkirche sowie das Ursulinenkloster samt Innenhof stehen als archäologisches Fundhoffnungsgebiet unter Denkmalschutz, sie zählen zum UNESCO-Welterbe Historisches Zentrum der Stadt Salzburg.

## Geschichte
Dem Erzbischof Johann Ernst von Thun waren als Landesfürsten soziale Aufgaben stets wichtig. So berief er 1695 zur besseren Bildung der weiblichen Jugend die Kongregation der Ursulinen nach Salzburg, die zuerst außerhalb der Stadt im heutigen Schloss Arenberg untergebracht wurde, sollten aber bald stadtnahe zum Klausentor hin übersiedeln.
1616 wurde unter Fürsterzbischof Markus Sittikus der Bau einer dem Hl. Markus geweihten Kapelle mit Kloster und Spital begonnen und am 25. April 1618, dem Festtag des Hl. Markus eingeweiht. Am 28. April wurde das Spital eröffnet. Das Spital wurde vom Orden der Barmherzige Brüder vom hl. Johannes von Gott betreut. 
1669 zerstörte der große Felssturz von 1669 die Spitalskapelle. 1699 wurde hier der Grundstein für das Ursulinenkloster und die angeschlossene Kirche gelegt, 1705 wurde sie vollendet und den Ursulinen übergeben. Das Kloster wurde 1720 bezogen. Als Arbeit Fischer von Erlachs sind sie zwar nicht unmittelbar dokumentiert, seine Urheberschaft des Baukomplexes ist aber auch stilkundlich unstrittig.
1957 übersiedelten die Ursulinen samt ihrer Schule, einem Privatgymnasium, nach Glasenbach, die Markuskirche wurde von der Erzdiözese Salzburg als Rektorat übernommen.
Im Jahr 1999 wurde sie der Ukrainisch griechisch-katholischen Gemeinde in Österreich (Ordinarius: röm.-kath. Erzbischof von Wien) zur Verfügung gestellt, wo sie die Zentralkirche der Seelsorgestelle Westösterreich – als Seelsorgestelle der Zentralpfarre St. Barbara zu Wien – darstellt. Seither werden die Gottesdienste im byzantinischen Ritus gefeiert.

## Kirche St. Markus (ehemalige Ursulinenkirche)

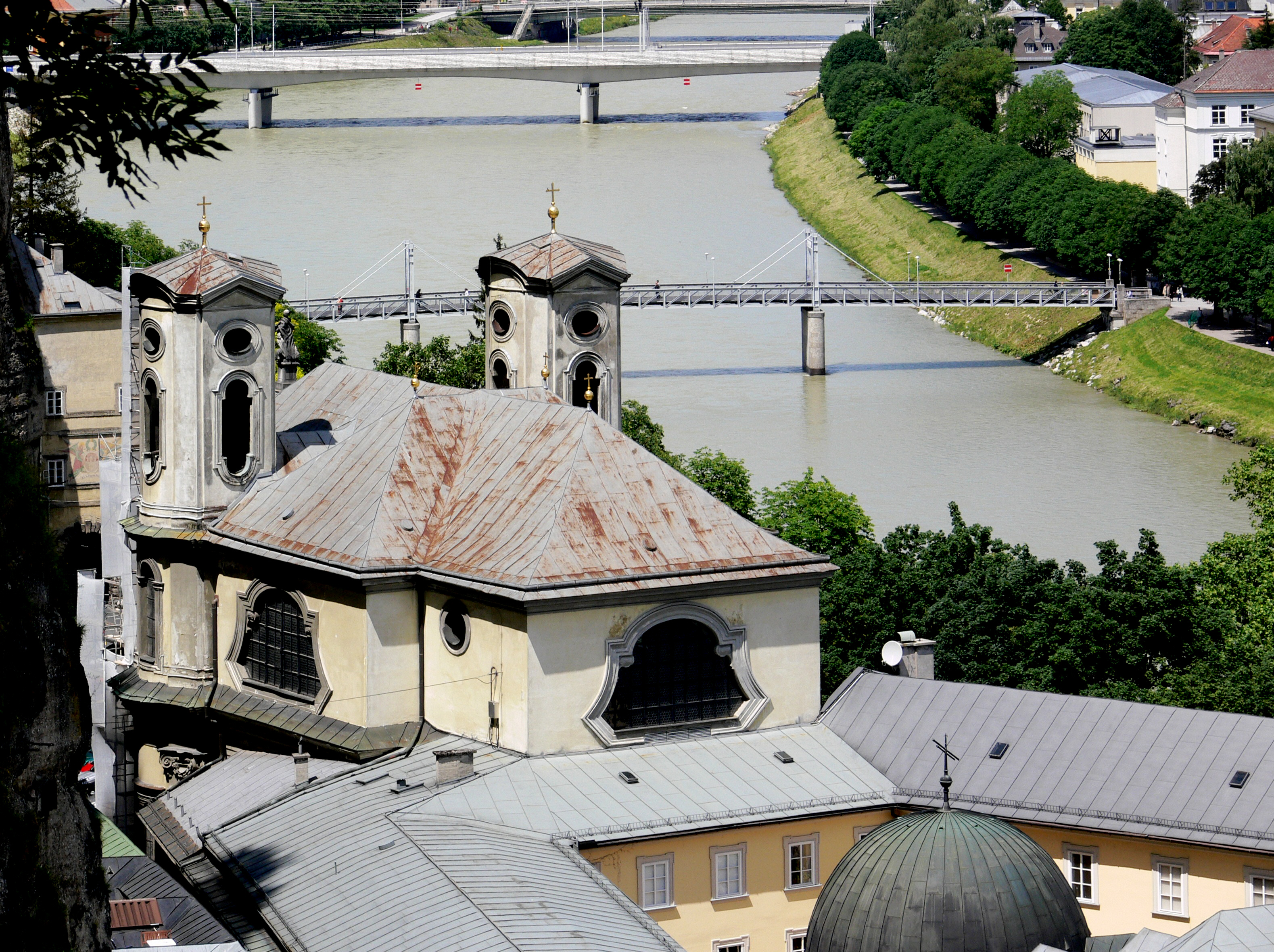
Markuskirche, Langhaus, und Klosterhof der Ursulinen, vom Mönchsberg aus gesehen gegen Norden über die Salzach (Elisabethkai, Müllner Steg, neue Eisenbahnbrücke, Lehener Brücke)

### Lage und Außenansicht
Auf dem schmalen Raum zwischen der hohen Felswand des Mönchsbergs und der Festungsmauer zur Salzach hin errichtete der Architekt ein Kirchengebäude mit harmonisch schwingenden Linien und barocker Lebendigkeit. Die Türme sind den schmalen Raum nutzend seitlich zurückgesetzt und geben Raum für eine großzügige Vorhalle.
Der Vorbau der Kirche besitzt Pilaster mit Kapitellen im ionischen Stil und über dem Aufsatz samt kartuschenartigem Riesenfenster einen aufgesetzten Dreiecksgiebel, der von der Figur des Heiligen Markus umrahmt von den Heiligen Augustinus und Ursula bekrönt wird. Diese Figuren wurden vermutlich von Bernhard Michael Mandl geschaffen.

### Vorhalle und Kirchenhalle
Die Vorhalle ist durch ein schmiedeeisernes Gitter abgeschlossen, das 1705 gefertigt wurde. Vier überlebensgroße Statuen beleben den Raum. Sie stellen die als Heilige verehrten  Nikolaus, Gelasius, Fulgentius und Wilhelm  dar und stammen aus der Bauzeit der Kirche.
Das Innere, das durch eine unerwartet reichhaltige Ausstattung besticht, ist kreuzförmig gestaltet, die Querarme sind dabei sehr kurz. Der Stuck überzieht das Gewölbe, die Emporenbrüstung und deren Unterdecke sowie die seitlichen Chorwände, welche  die Oratorien umrahmen. Die Gewölbemalereien wurden 1756 von Christoph Anton Mayr ergänzt. In der Kuppel wird dabei die Apotheose der als Heilige verehrten Ursula dargestellt und in dem kartuschenartigen Zwickel die vier Kirchenväter. Im Osten findet sich das Auge Gottes mit dem JHWH-Tetragramm und anbetenden Engeln, im Westen die als Heilige verehrte Cäcilia mit musizierenden Engeln. Der Text über der heiligen Cäcilia lautet: sanCta CaeCILIa Casta Inter LILIa / Cantans organoe Da Choro / praesIDet. (1756) Im westlichen Feld: Deo pLaCet MVsICa (1756). Im östlichen Feld: psaLMoDIae ConCentVs (1754). Das Abschlussgitter der Kirche wurde 1690 geschaffen und stammt aus der nächstgelegenen Berglkirche, die bald nach dem Neubau der Markuskirche abgerissen worden war.

### Altäre und Kanzel

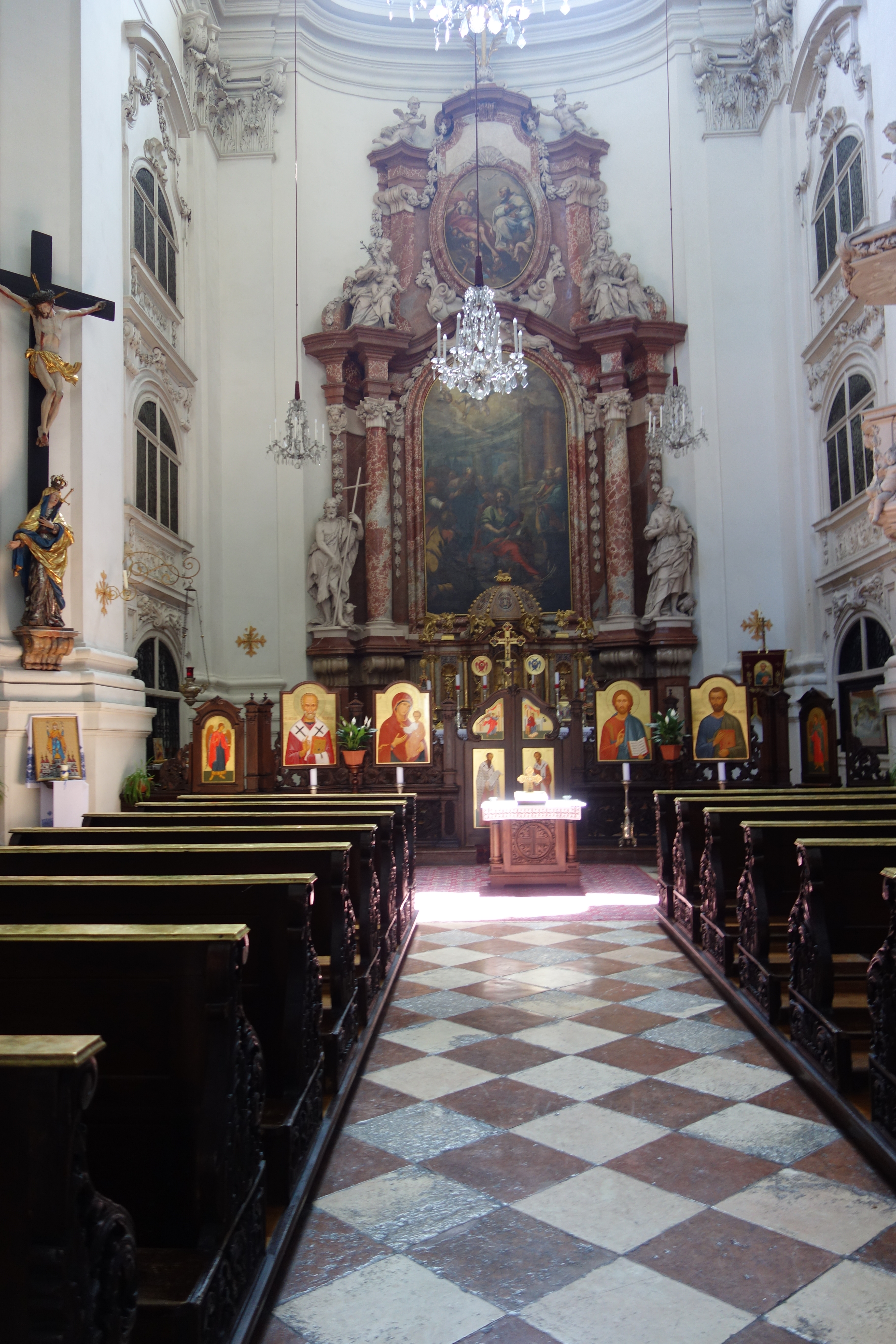
Altar

Hochaltar: 1766–68 von Wolfgang Hagenauer geschaffen. Das Altarbild zeigt den Heiligen Markus im Gespräch mit Heiden. Im Oberbild ist die heilige Dreifaltigkeit zu sehen. Die seitlichen Figuren stellen links mit Hirtenstab und Lamm Johannes den Täufer, und rechts mit dem Adler Johannes den Evangelisten dar, das Tabernakel ist in Form eines Tempiettos gestaltet.
Seitenaltar links (östlich): Altarblatt mit dem hl. Augustinus, im Oberbild dessen Mutter, die heilige Monika. Die beiden Statuen stellen den hl. Antonius und den hl. Vitalis dar. Auf dem Altar steht ein Schrein mit Reliquien eines hl. Bonifatius.
Seitenaltar rechts (westlich): Altarblatt mit hl. Ursula und das Martyrium ihrer 11.000 Gefährtinnen von Johann Martin Schaumberger. Im Oberbild Erzengel Gabriel mit Tobias. Die seitlichen Statuen sind Darstellungen der heiligen Katharina und der heiligen Agnes.
Die Kanzel wird im Entwurf Fischer von Erlach zugeschrieben. Sie ist reich mit Stuck versehen und mit Engelputti sowie Blattgehängen versehen. Die Reliefmedaillons stellen die drei theologischen Tugenden Glaube (links), Liebe (Mitte) und Hoffnung (rechts) dar. Der Schalldeckel zeigt von Engeln gehalten die allegorische Figur der Ekklesia.

### Orgel

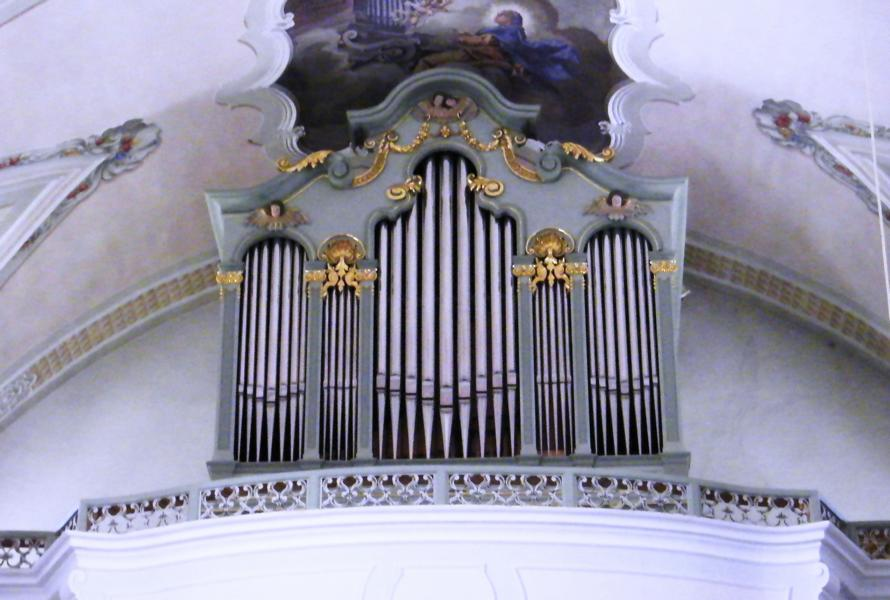
Das ursprünglich weiße Gehäuse, jetzt in Rauris

Das letzte größere Orgelwerk war 1886 von Hans Mauracher erbaut worden und hatte 13 Register. Im Zuge der aufwändigen Sanierung der Kirche in den 1970er-Jahren entschloss sich das dafür zuständige Rektorat, Rektor P. Josef Strolz MSC († 1998),  die Orgel abtragen zu lassen, um das große Nord-Fenster frei zu bekommen. 1996 wurden das leere Gehäuse nach Rauris transportiert, in der dortigen Pfarrkirche aufgestellt und die aus dem Jahre 1892 stammende Lachmayr-Orgel aus Engelszell darin untergebracht. Außerdem fasste man das ehemals weiße Gehäuse passend zur Ausstattung der Kirche.

### Ikonostase
Seit 2000 befindet sich in der Kirche eine Ikonostase, wie sie im byzantinischen Ritus in Verwendung ist. Sie wurde nach Entwürfen von Bohdan Turetsky aus Lemberg, Ukraine gefertigt. Die Schnitzarbeiten sind in massiver Eiche, die Ikonen in Tempera auf Lindenholz verfertigt.

### Renovierung nach 1970
Der schmale Landstreifen zwischen Mönchsberg und Salzach ist wenig stabiler, von historischen Felsstürzen gestörter Schwemmsand. Im Lauf der Zeit zeigten sich bedenkliche Bauschäden, 1973 musste die Kirche wegen akuter Einsturzgefahr gesperrt werden. Aufwändige Fundamentierungsarbeiten haben das Bauwerk gesichert.

## Das Kloster der Ursulinen

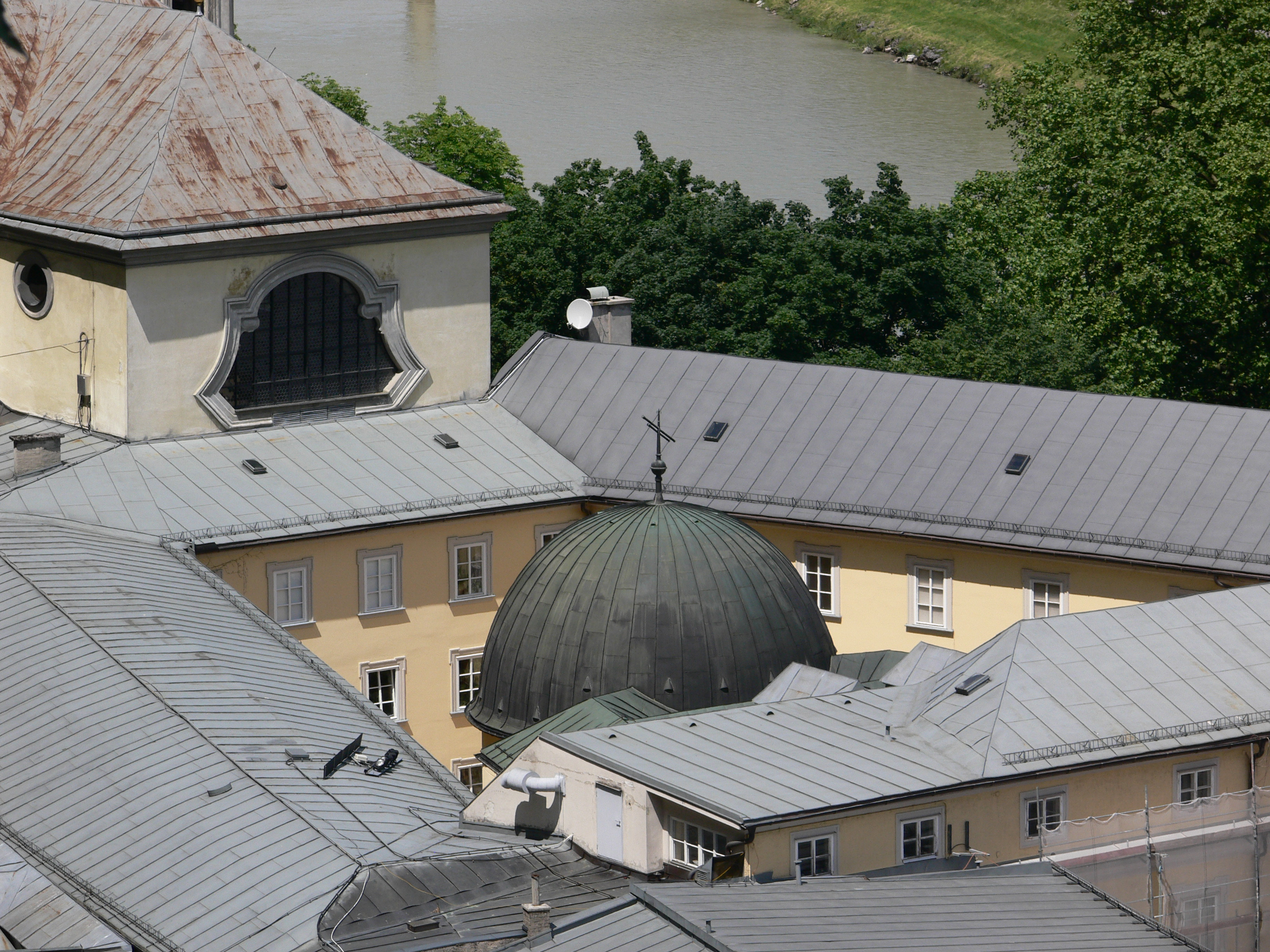
Das ehemalige Ursulinenkloster, heute Haus der Natur.

Das anschließende ehemalige Klostergebäude der Ursulinen, die 1705 hierher zogen, wurde 1713 bis 1726 erbaut. Die trapezförmig angeordneten Flügel zwischen Franz-Josefs-Kai, Gstättengasse und heutigem Museumsplatz, mit der Schmalseite der Ursulinenkirche zum Ursulinenplatz hin, sind um einen heute verbauten Gartenhof herum angeordnet.
Die ehemaligen Klosterräume werden seit 1959 weitgehend vom Naturkundemuseum Haus der Natur Salzburg genutzt. Im ehemaligen Klostergarten steht die Saurierhalle, das alte Segmentbogenportal zur Gstättengasse ist Seiteneingang. Gstättengassenseitig befindet sich das Jugendzentrum Yoco. Der Eingangsbereich Museumsplatz wurde 2008 neu gestaltet.

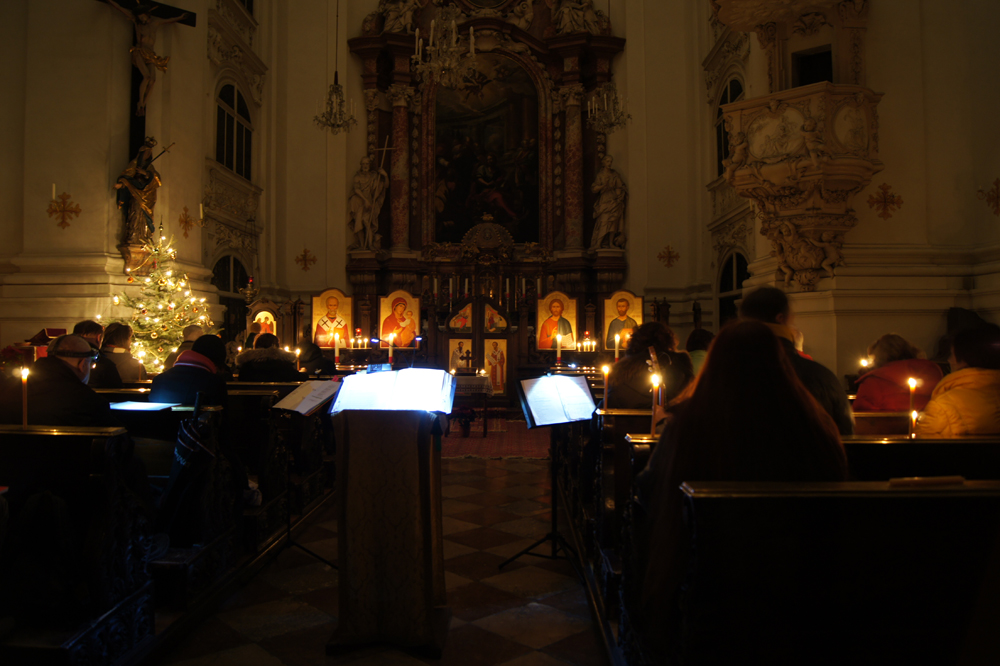
Ökumenisches Abendgebet mit Gesängen der Communauté de Taizé und den Ostkirchen in St. Markus